# Silang
Silang (en filipino, Bayan ng Silang) es una municipalidad situada en el este de la provincia de Cavite, en Filipinas. Según el censo de 2020, tiene una población de 295 644 habitantes.
Tiene una superficie total de 209.53 km².

## Etimología
Existen varias versiones sobre el origen del nombre. Según una de ellas, derivaría de la palabra sinilangan, que en tagalo significa "este". Esto se debería a que Silang se encuentra en el este de Cavite. De acuerdo con otra versión está vinculado a un mito asociado con la repentina aparición de una iglesia.

## Geografía
Silang está situada aproximadamente a 45 km al sur de Manila y está políticamente dividida en 64 barangays.
- Acacia
- Adlas
- Anahaw 1
- Anahaw 2
- Balite 1
- Balite 2
- Balubad
- Banaba
- Batas
- Biga 1
- Biga 2
- Biluso
- Buho
- Bucal
- Bulihan
- Cabangaan
- Carmen
- Hoyo
- Hukay
- Iba
- Inchican
- Ipil 1
- Ipil 2
- Kalubkob
- Kaong
- Lalaan 1
- Lalaan 2
- Litlit
- Lucsuhin
- Lumil
- Maguyam
- Malabag
- Malaking Tatyao
- Mataas Na Burol
- Munting Ilog
- Narra 1
- Narra 2
- Narra 3
- Paligawan
- Pasong Langka
- Población Barangay 1
- Población Barangay 2
- Población Barangay 3
- Población Barangay 4
- Población Barangay 5
- Pooc 1
- Pooc 2
- Pulong Bunga
- Pulong Saging
- Puting Kahoy
- Sabutan
- San Miguel 1
- San Miguel 2
- San Vicente 1
- San Vicente 2
- Santol
- Tartaria
- Tibig
- Toledo
- Tubuan 1
- Tubuan 2
- Tubuan 3
- Ulat
- Yakal

## Historia

### Historia precolonial
Silang es uno de los municipios más antiguos de Cavite. Aunque no hay evidencia arqueológica que lo confirme, la tradición dice que los primeros pobladores de Silang fueron una pareja de Borneo: Gat Hingiw y su esposa, Gat Kaliwanag, junto con sus siete hijos. Cada hijo fundó su propio barangay en diferentes sitios del actual municipio.

### Época española
Durante la colonización española, Silang perteneció a la encomienda de Diego Jorge de Villalobos. El 9 de marzo de 1746 los territorios fueron comprados por el Rey de España.

## Economía
Silang, como la mayoría de los municipios de Cavite, tiene una economía principalmente agrícola. Los principales cultivos que crecen en la zona son el coco, café, maíz, plátano, piña, y árboles como el mango, lanzones, caimito, santol, sandía, guayaba y aguacate. Los suelos fértiles y las abundantes fuentes de agua hacen de Silang un sitio adecuado no solo para los cultivos comerciales comunes, sino también para la producción de cultivos exóticos y de alto valor. La producción de frutas es superior a la demanda de la población del municipio, por lo que los excesos se comercializan hacia Gran Manila y otros municipios.[cita requerida]

## Religión

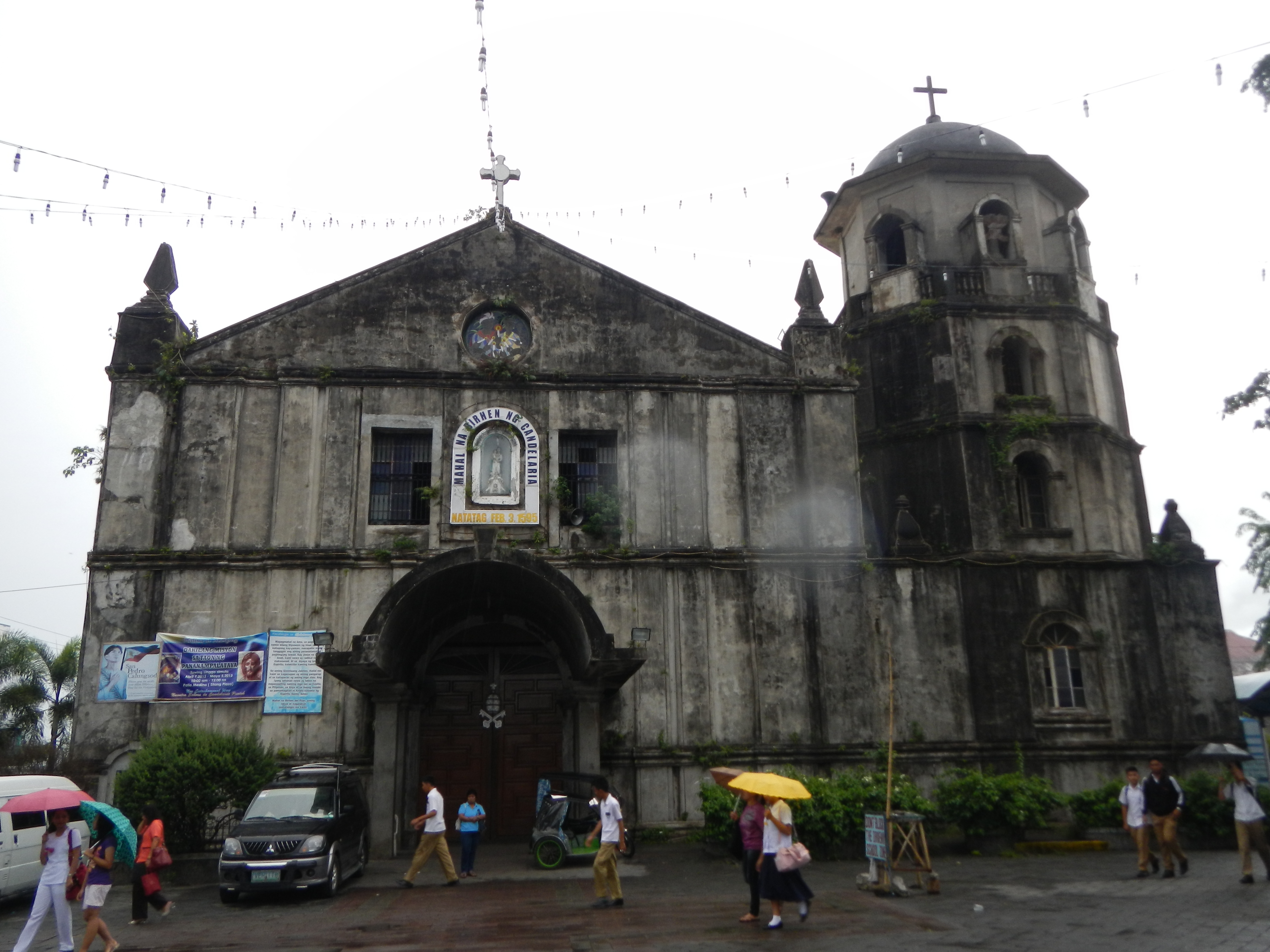
Fachada de la iglesia parroquial

Gran parte de la población de Silang es católica.

### Iglesia parroquial
La parroquia de Silang fue establecida por padres franciscanos el 3 de febrero de 1585. La iglesia se traspasó el 1611 a los jesuitas, quienes de encargaron de construir la iglesia entre 1637 y 1639. Después de la expulsión de los jesuitas de las colonias españolas en 1788, la parroquia estuvo bajo varias organizaciones religiosas hasta que fue cedida a la diócesis de Imus. La iglesia está dedicada a la Virgen de la Candelaria.

## Transporte
Se puede llegar a Silang por bus o por el típico jeepney, aparte de otros medios de transporte. Desde Manila, se tardan unas 2 horas en llegar. Por el municipio discurren importantes vías terrestres, lo que lo convierte en un buen sitio para el comercio.

## Galería

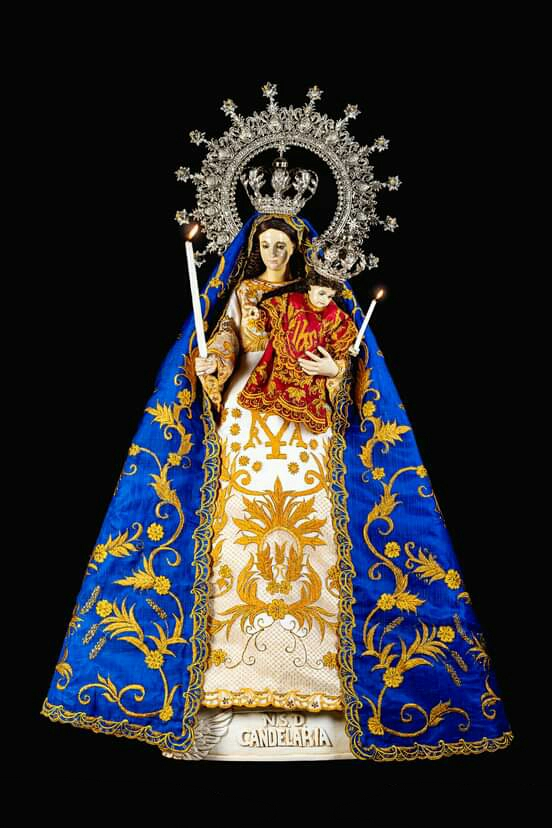
Virgen de la Candelaria
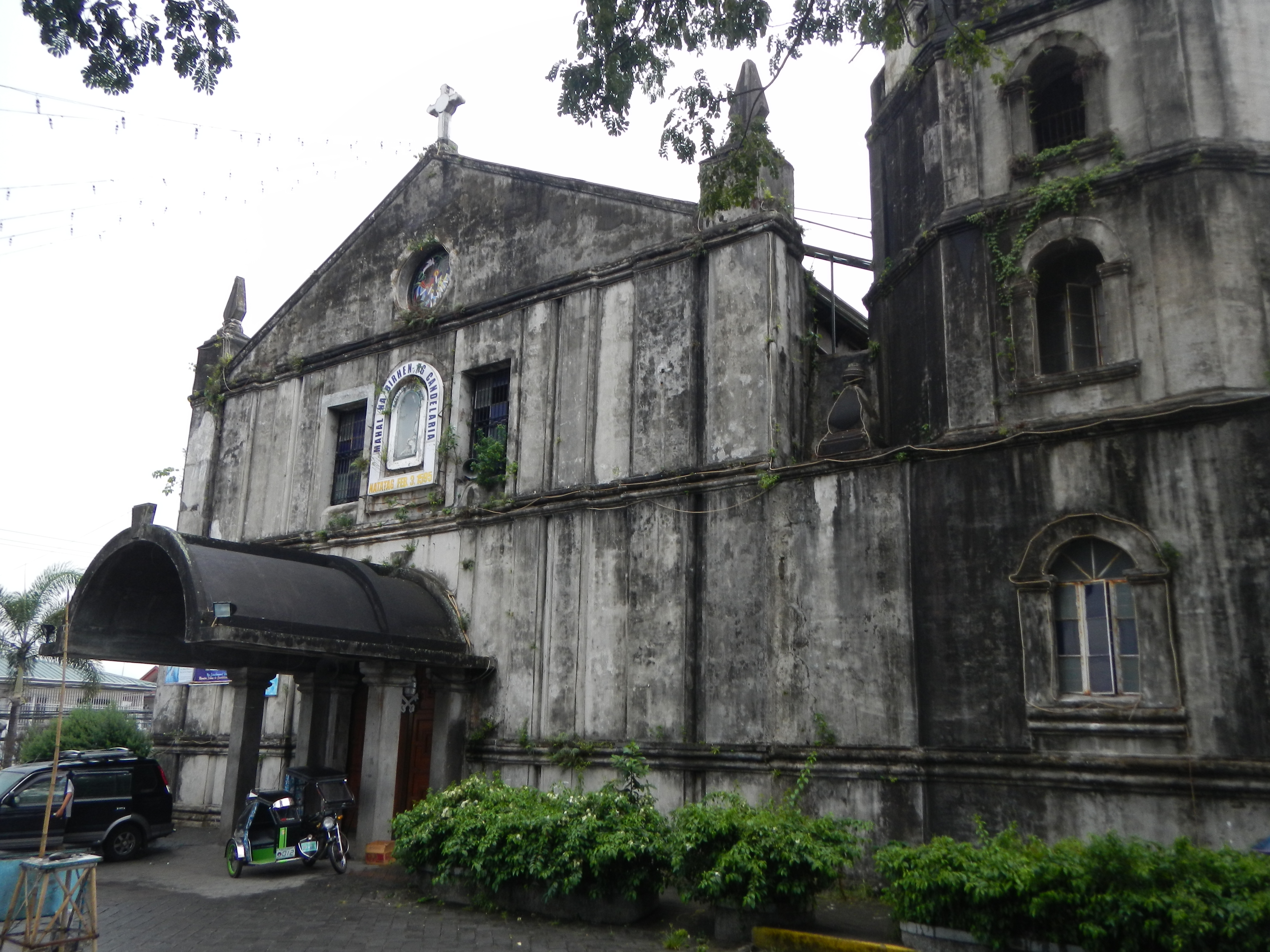
Fachada de la iglesia
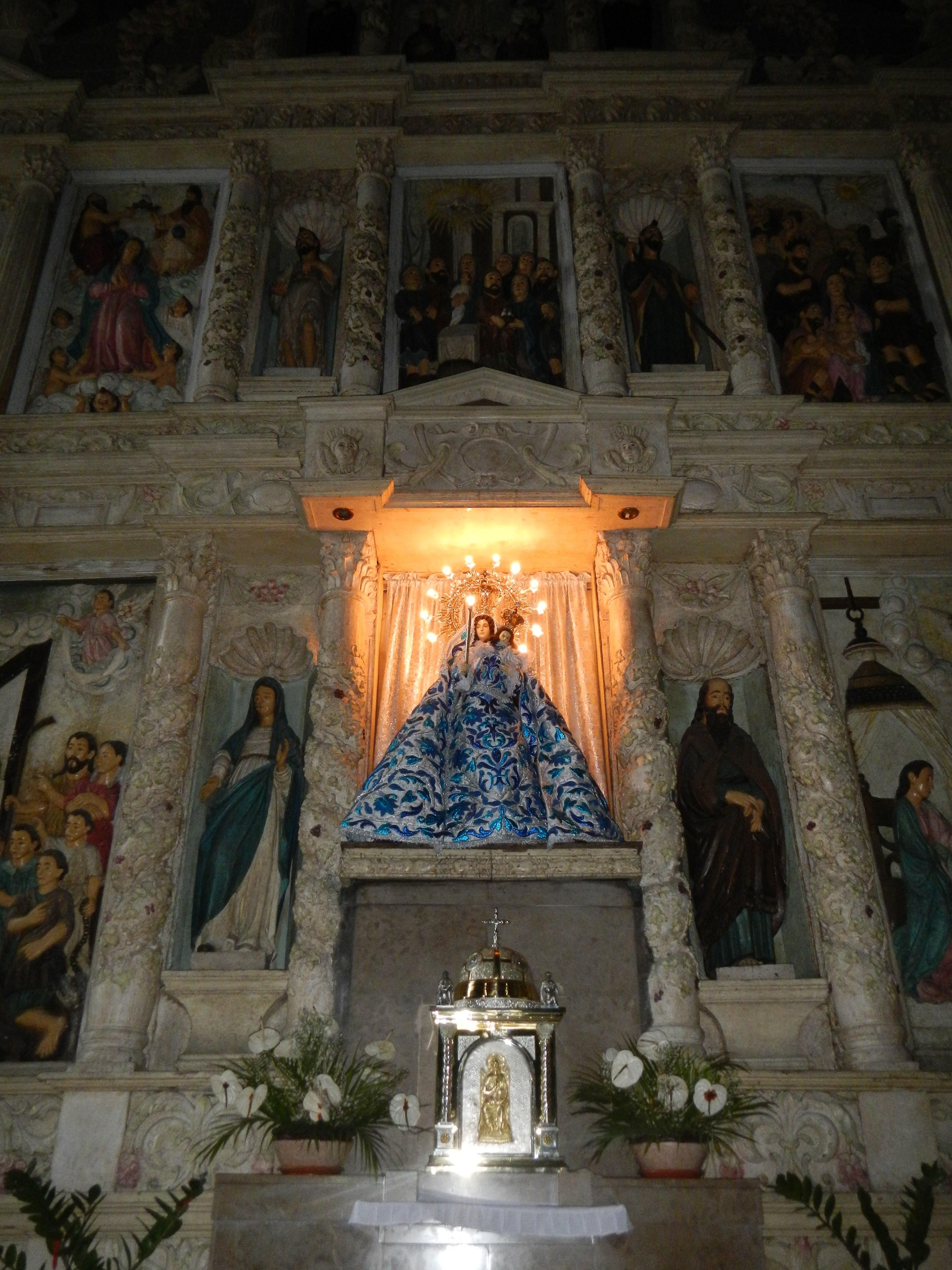
Retablo
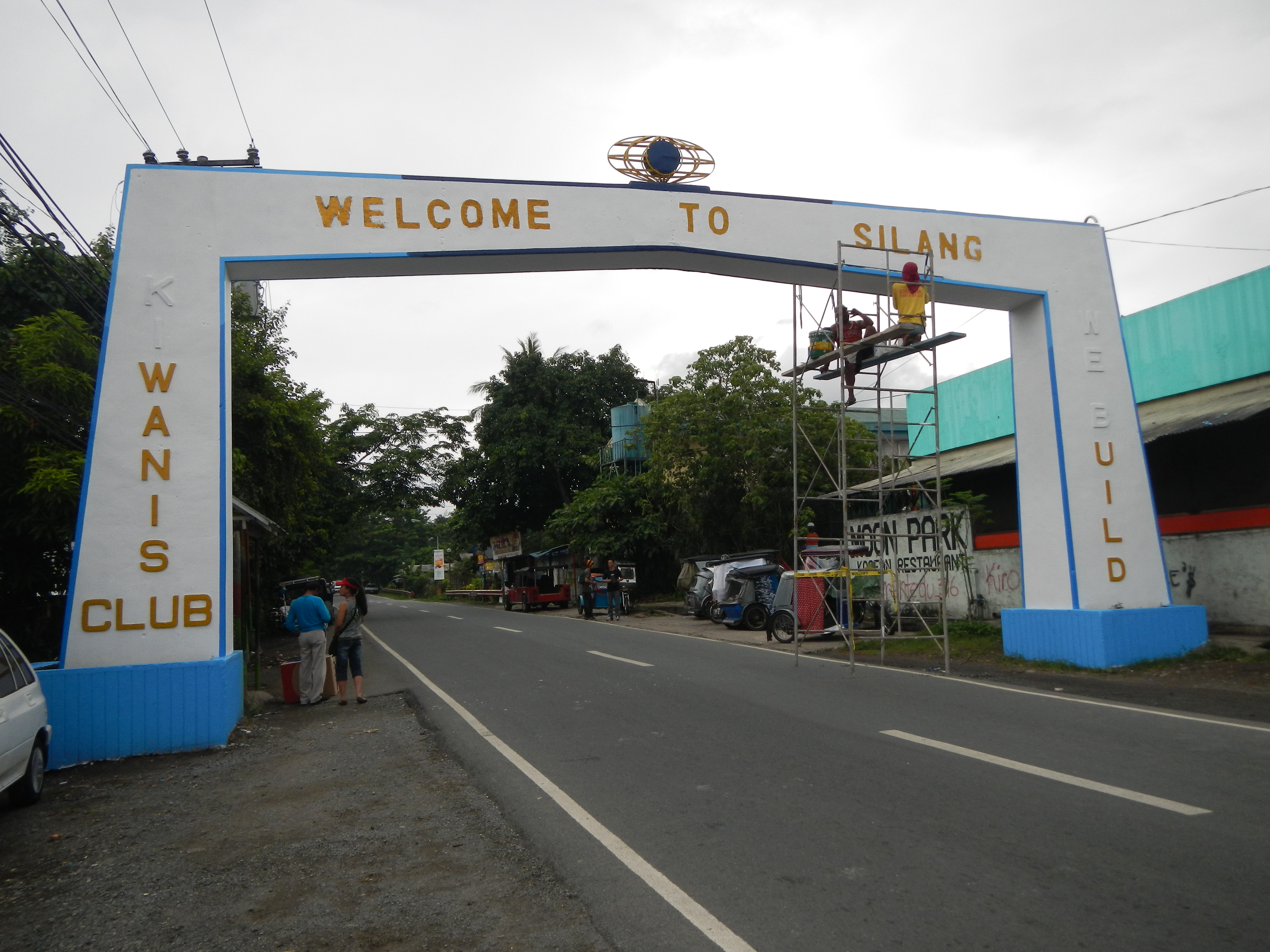
Arco de bienvenida
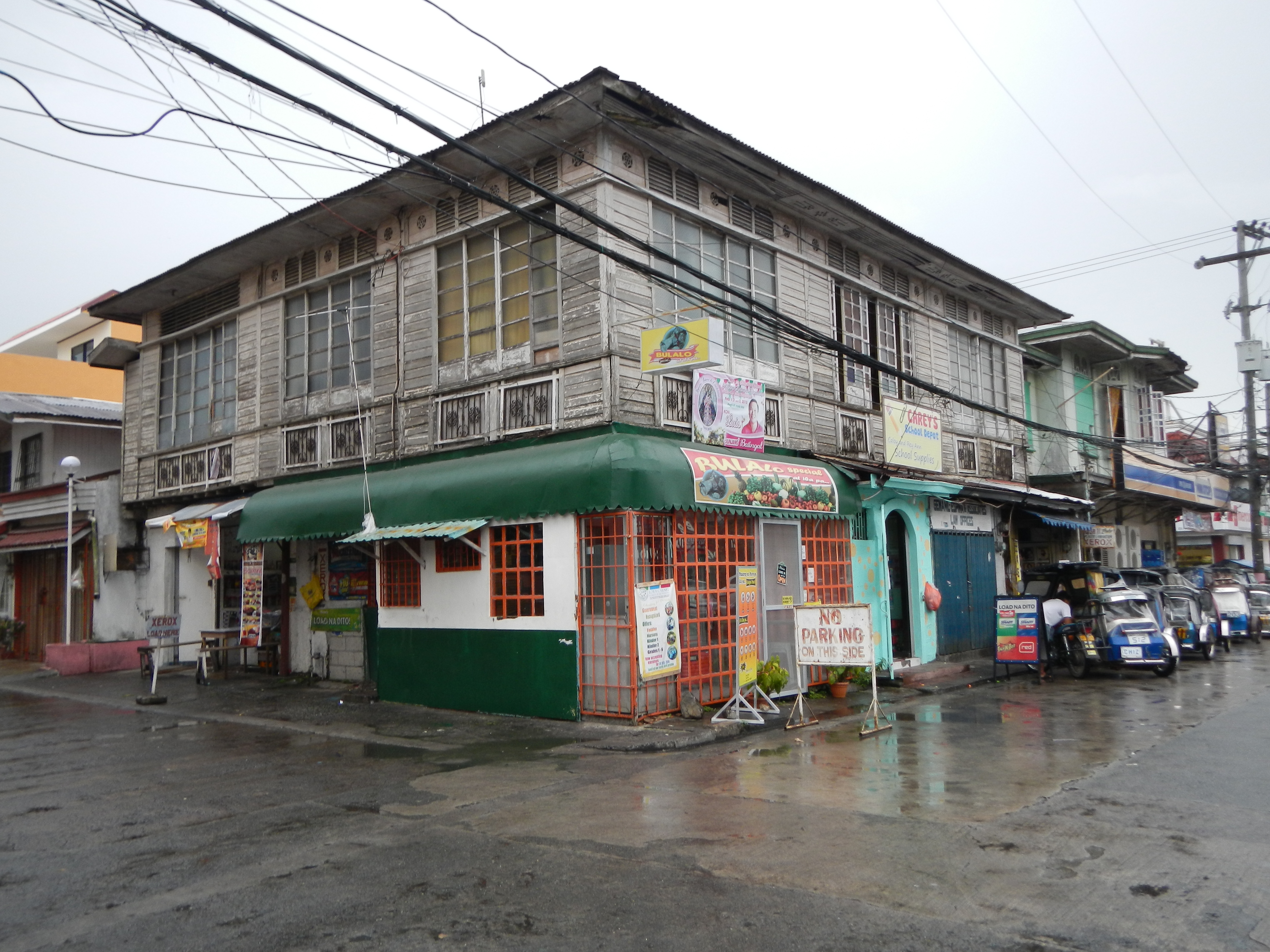
Un edificio del centro
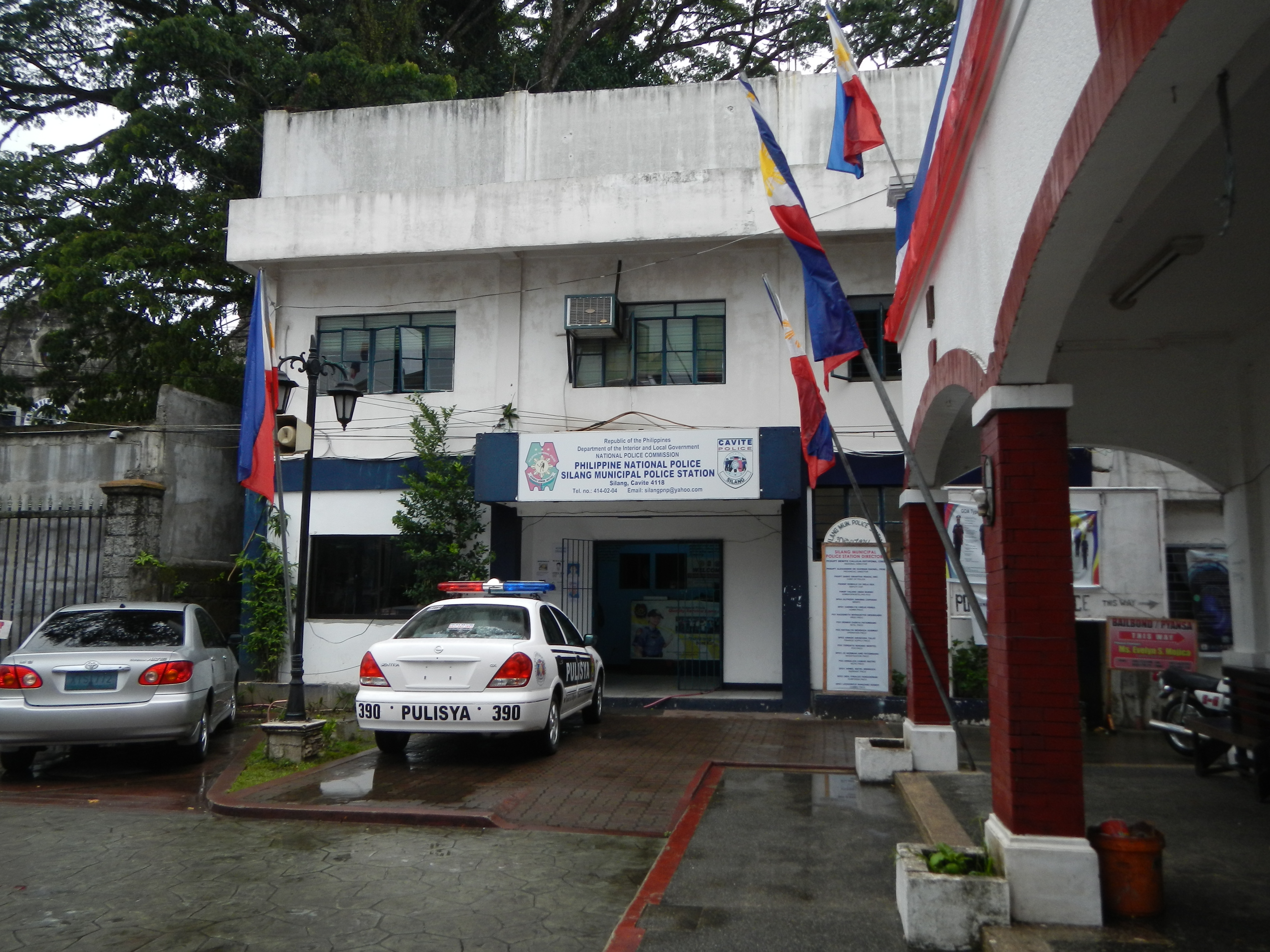
PNP
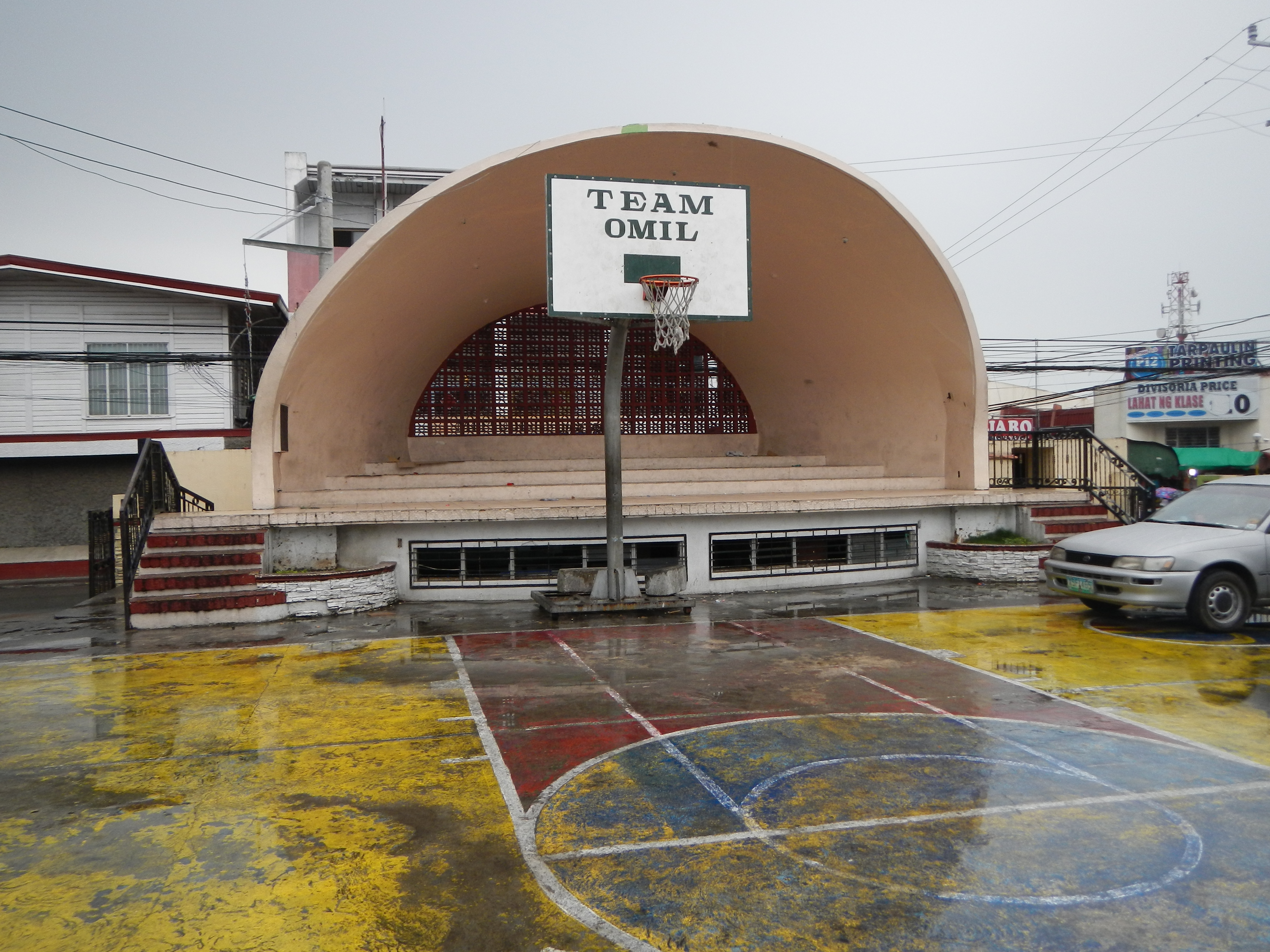
Auditorio
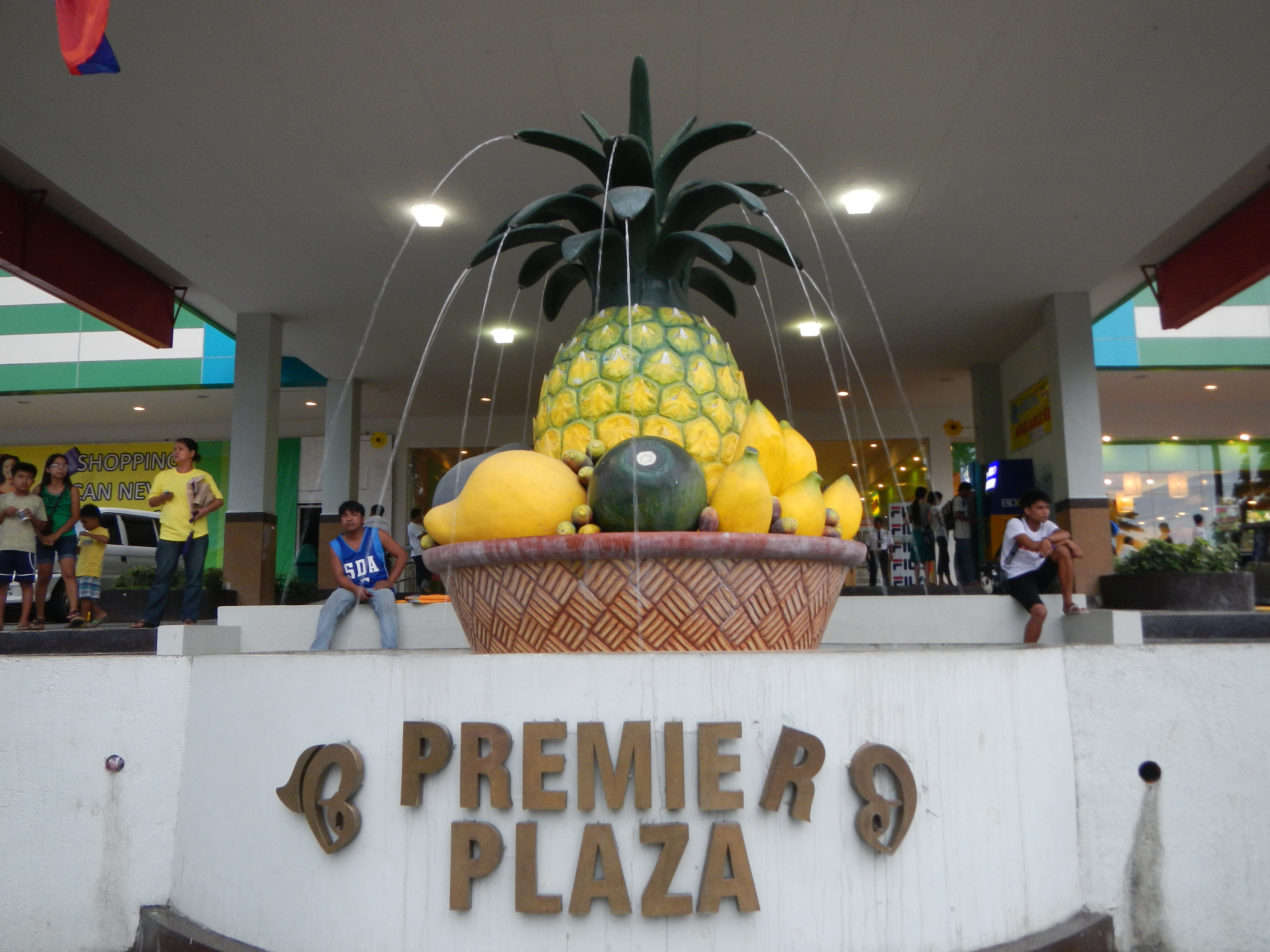
Piña gigante
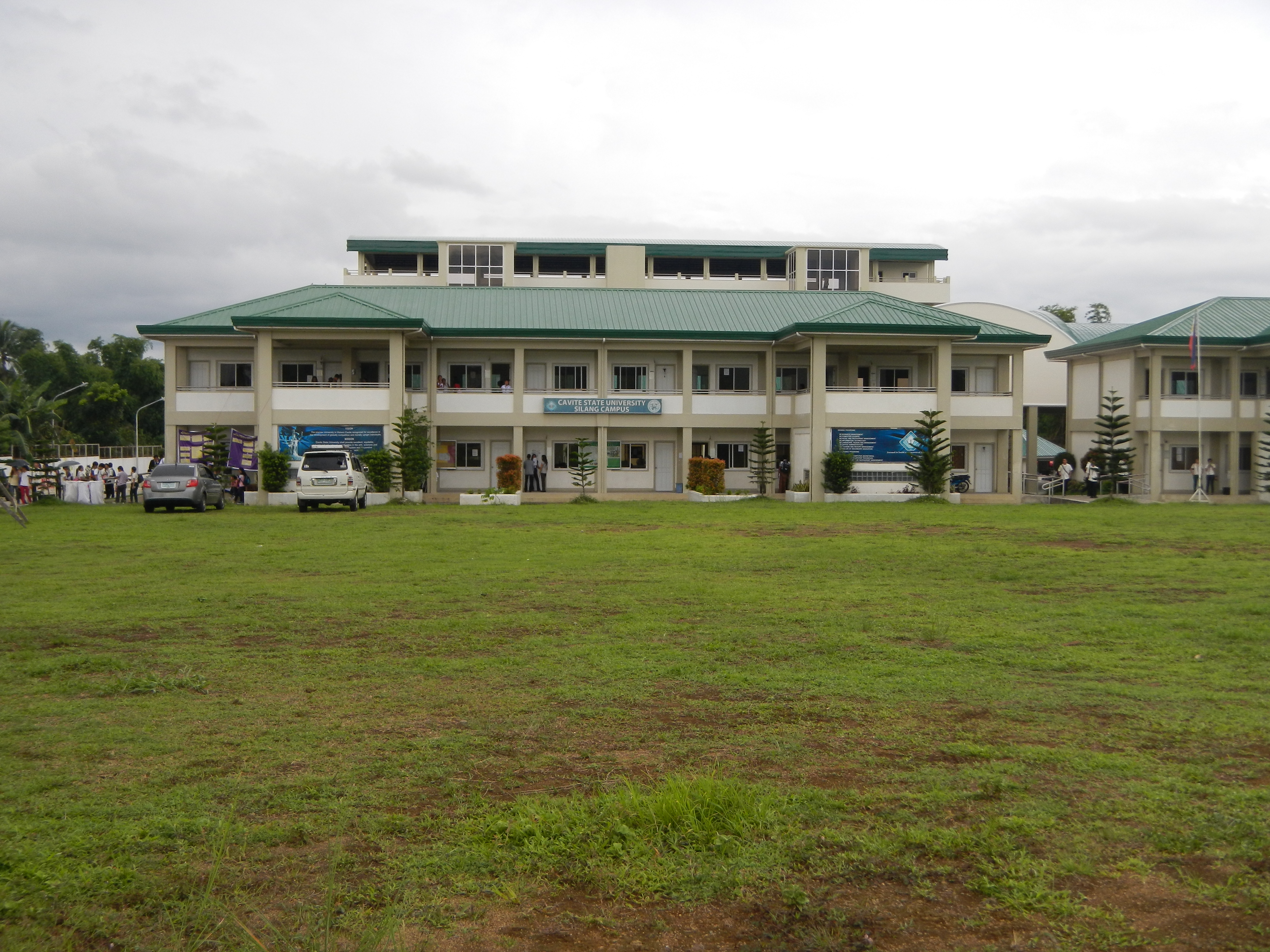
Fachada del Campus Silang de la Universidad Estatal de Cavite